# Lago Markakol
El lago Markakol (en kazajo: Маркаколь көлі; en ruso: Маркаколь озеро) es un lago de Kazajistán.  Se encuentra al este del país, en la región del Altái (en la provincia de Kazajistán Oriental), cerca de la frontera con Rusia y China.  Es alimentado por muchos ríos pequeños y arroyos.
El Markakol es uno de los más bellos lagos en el este de Kazajistán, de agua muy transparente con sus pintorescas orillas,  sangradas por pequeñas bahías.  En algunos lugares están cubiertas de bosques, con o sin rocas, y en algunos lugares cubiertas de prados. Cerca de las montañas, en sus laderas crecen altos alerces.
El lago es rico en peces, como el uskuch (Brachymystax), el tímalo y la anguila. También hay muchas aves, que anidan en las praderas costeras, como el colimbo, el somormujo, los patos, las gaviotas y otras aves limícolas.  En los bosques alrededor del lago hay grévol, urogallo negro, urogallo y perdiz nival.

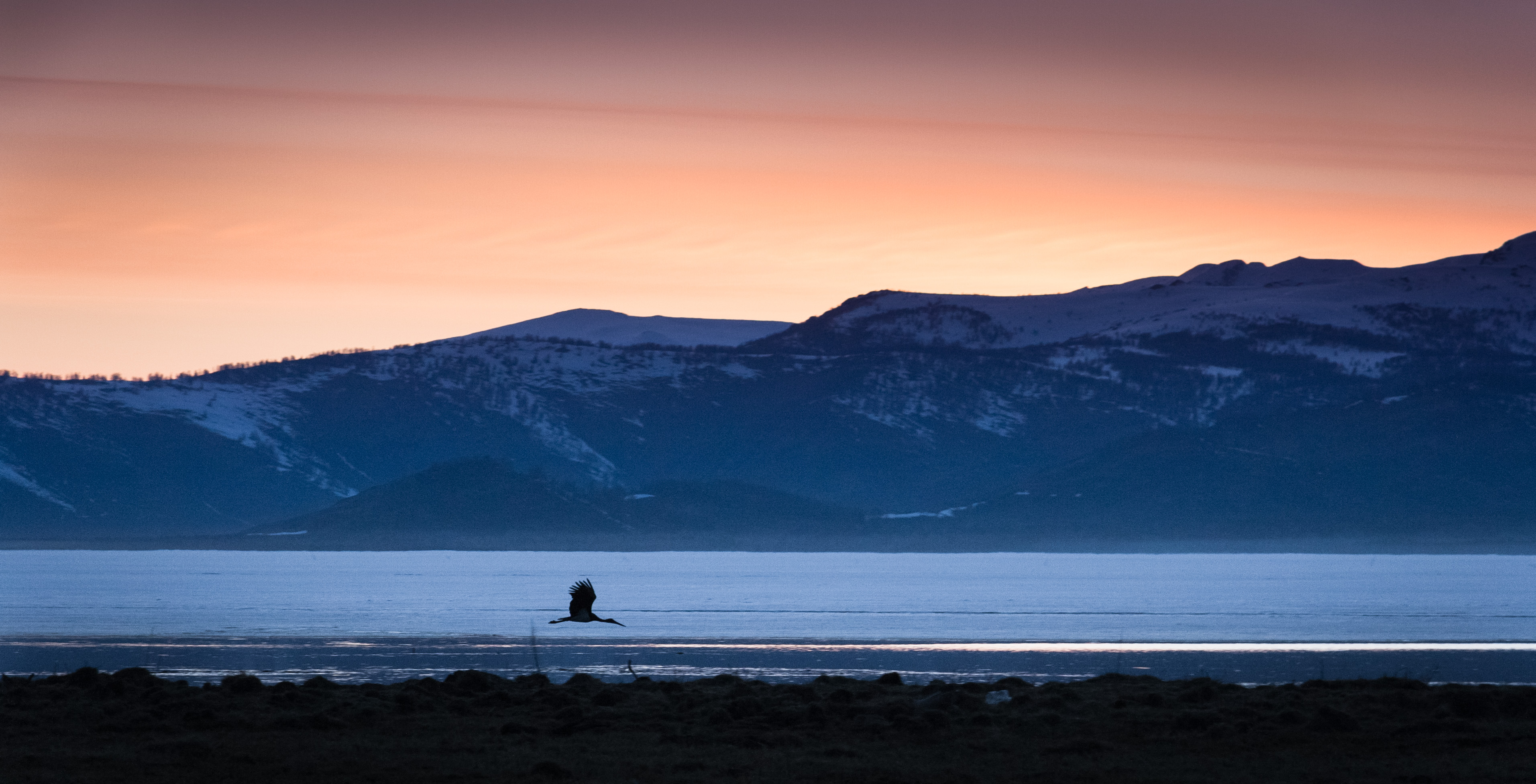
Vista del lago
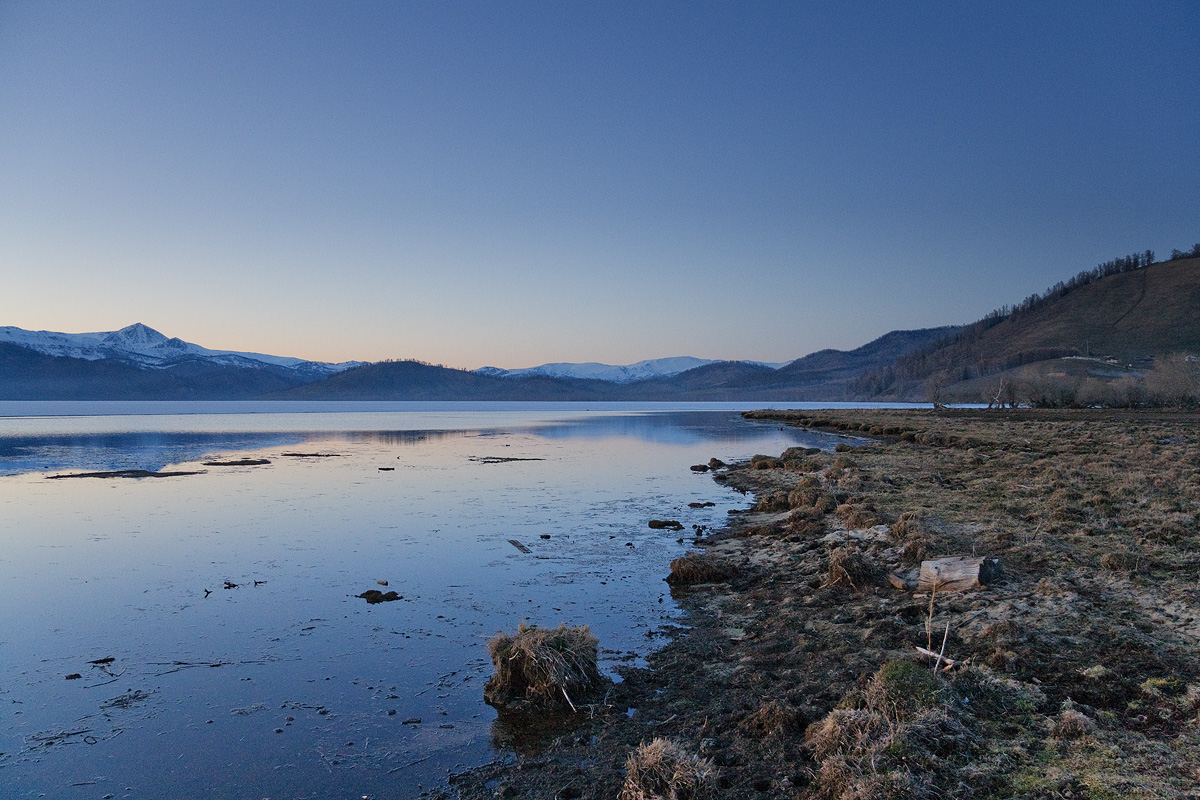
Otra vista del lago
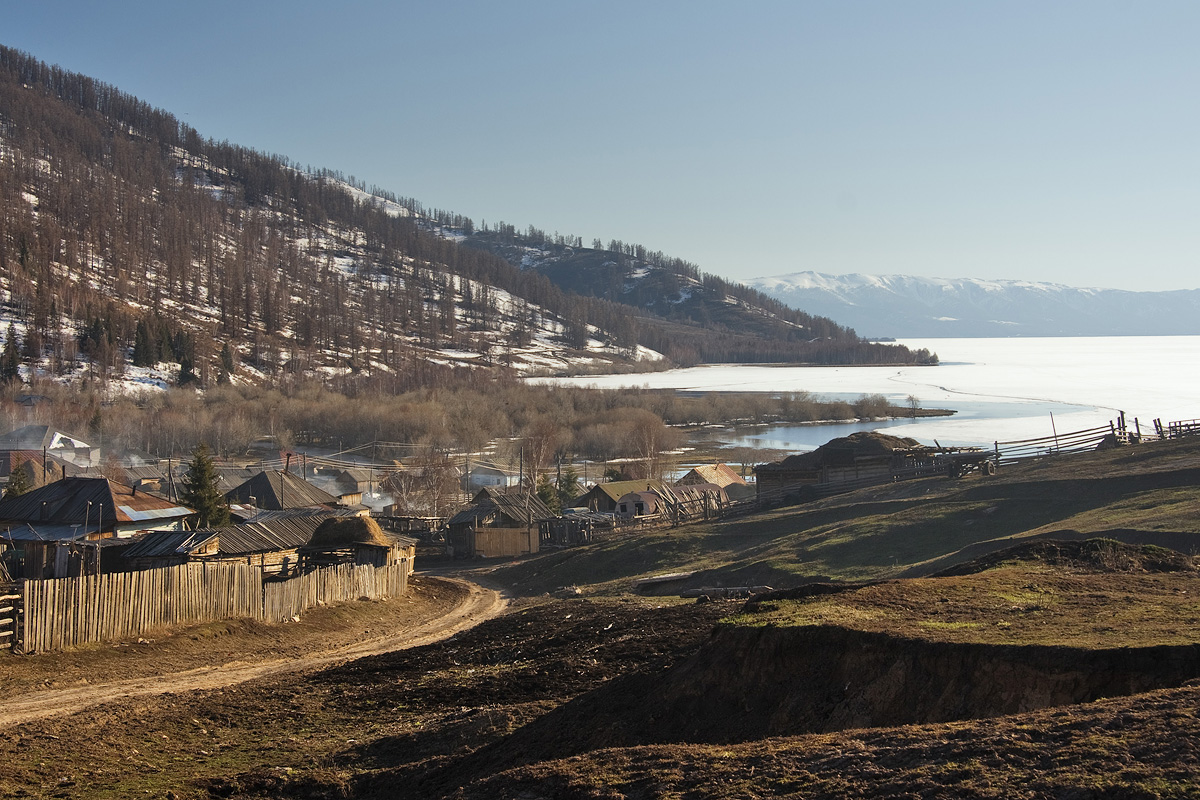
El pueblo de Ouroukhaïka en la costa oriental de Markakol